# اپی (جزیره)
اپی (جزیره) (به لاتین: Epi (island)) یک جزیره در وانواتو است که در اقیانوس آرام واقع شده‌است.

## خصوصیات
اپی ۴۴۴ کیلومترمربع مساحت و ۵٬۲۰۷ نفر جمعیت دارد و ۸۳۳ متر بالاتر از سطح دریا واقع شده‌است.